# 江口勝彦
江口 勝彦（えぐち かつひこ、1961年 - ）は、日本の理学療法士である。日本保健医療大学保健医療学部理学療法学科教授。同学科長。専門は基礎理学療法学、運動生理学。

## 人物
山形県米沢市出身、社会医学技術学院理学療法学科卒業。国際医療福祉大学大学院医療福祉学研究科 保健医療学専攻修了。
海老名厚生病院、足立共済病院、茅ヶ崎徳洲会総合病院、医療法人社団康心会（ふれあいグループ，「茅ヶ崎北陵病院」「老人保健施設ふれあいの丘」「茅ヶ崎新北陵病院」など）で臨床に従事。国際医療福祉大学保健学部助手、群馬パース学園短期大学助教授などを経て、現職。理学療法士としての経験には、東海大学医学部附属病院リハビリテーションセンター、社会医学技術学院、足立共済病院、国際医療福祉大学、群馬パース学園短期大学、群馬パース大学勤務などを含む。

## 主な著書
- 「整形外科疾患の理学療法」（共著，アイペック）
- 「図解　自立支援のための患者ケア技術」（共著，医学書院）
- 「理学療法学事典」（共著，医学書院）
- 「図解　理学療法検査測定ガイド」（共著，文光堂）
- 「物理療法学」（共著，金原出版）